# Вайтерсвайлер
Вайтерсвайлер (нім. Weitersweiler) — громада в Німеччині, розташована в землі Рейнланд-Пфальц. Входить до складу району Доннерсберг. Складова частина об'єднання громад Гельгайм.
Площа — 4,52 км2. Населення становить 500 ос. (станом на 31 грудня 2020).